# Брессе-сюр-Тий
Брессе́-сюр-Тий (фр. Bressey-sur-Tille) — коммуна во Франции, находится в регионе Бургундия. Департамент коммуны — Кот-д’Ор. Входит в состав кантона Дижон 2-й кантон. Округ коммуны — Дижон.
Код INSEE коммуны — 21105.

## Население
Население коммуны на 2010 год составляло 679 человек.
| 1962 | 1968 | 1975 | 1982 | 1990 | 1999 | 2010 |
| ---- | ---- | ---- | ---- | ---- | ---- | ---- |
| 58   | 175  | 198  | 470  | 499  | 549  | 679  |

## Экономика
В 2010 году среди 480 человек трудоспособного возраста (15—64 лет) 352 были экономически активными, 128 — неактивными (показатель активности — 73,3 %, в 1999 году было 76,2 %). Из 352 активных жителей работали 342 человека (174 мужчины и 168 женщин), безработных было 10 (4 мужчины и 6 женщин). Среди 128 неактивных 51 человек были учениками или студентами, 58 — пенсионерами, 19 были неактивными по другим причинам.